# Skrabelod
Et skrabelod er en form for lotterilodder, hvor man evt. kan vinde penge, ting ect. Modsat andet lotteri kan man straks efter købet se om der er gevinst.
Skrabeloddet blev opfundet af amerikaneren John Koza, der i 1974 blev fyret fra sit job, men derefter fik idéen til skrabeloddet.